# Paróquia de Calcasieu
A Paróquia de Calcasieu é uma das 64 paróquias do Estado americano da Luisiana. A sede da paróquia é Lake Charles, e sua maior cidade é Lake Charles. A paróquia possui uma área de 2 834 km², (dos quais 60 km² estão cobertas por água), uma população em 2020 de 216 785 habitantes, e uma densidade populacional em 2010 de 181.2 hab/milha² (70.0 km²), segundo o Departamento do Censo dos Estados Unidos. A paróquia foi fundada em 24 de março de 1840.